# ドント・ウォーリー・ビー・ハッピー
「ドント・ウォーリー・ビー・ハッピー」は2009年5月6日にSPEEDSTAR RECORDSから発売された斉藤和義36作目のシングル。

## 解説
前作から5ヶ月振りの新曲で、本作は2009年3月30日から9月26日までフジテレビ『めざにゅ〜』のテーマソングに使用され、更に大塚製薬「ポカリスエット」CMソングにも使われた。
初回限定盤と通常盤の2形態で発売。初回限定盤はスリーブケース仕様でボーナス・トラック1曲を収録。
2009年5月、本作発売を記念して、タワーレコード梅田大阪マルビル店・梅田NU茶屋町店・難波店各店にジャケット/MVに使用されているギター（展示時は斉藤直筆サイン入）が展示された。
ボビー・マクファーリンの同名曲とは無関係である。

## 収録曲
全曲　作詞・作曲・編曲：斉藤和義
1. ドント・ウォーリー・ビー・ハッピー（4:11）
2. 黒塗りのセダン（3:46）
3. ハローグッバイ 〜Epilogue〜（4:59）
ライブ終演後に流す曲とイメージして制作された曲。
4. ドント・ウォーリー・ビー・ハッピー 〜Acoustic Version〜（4:03）
※初回限定盤のみ収録

## 収録アルバム
ドント・ウォーリー・ビー・ハッピー
- 月が昇れば
- 斉藤“弾き語り”和義 ライブツアー2009≫2010 十二月 in 大阪城ホール 〜月が昇れば 弾き語る〜

黒塗りのセダン
- ARE YOU READY?（Album version）

ハローグッバイ 〜Epilogue〜
- 月が昇れば（「〜Epilogue〜」のサブ･タイトルはなし）

ドント・ウォーリー・ビー・ハッピー 〜Acoustic Version〜
- アルバム未収録